# Creosol
Creosol é um ingrediente do creosoto. Comparado com o fenol, creosol é um desinfetante menos tóxico.

## Reações
Creosol reage com haletos de hidrogênio resultando num catecol. 